# Coelioxys truncaticauda
Coelioxys truncaticauda är en biart som beskrevs av Cockerell 1932. Coelioxys truncaticauda ingår i släktet kägelbin, och familjen buksamlarbin. Inga underarter finns listade i Catalogue of Life.